# Vigna microsperma
Vigna microsperma är en ärtväxtart som beskrevs av René Viguier. Vigna microsperma ingår i släktet vignabönor, och familjen ärtväxter. IUCN kategoriserar arten globalt som livskraftig. Inga underarter finns listade i Catalogue of Life.